# ケント州立大学
ケント州立大学（英語: Kent State University）は、アメリカ合衆国オハイオ州ケント市に本部を置くアメリカ合衆国の公立大学。1910年創立、1910年大学設置。

## 学生・評価
全キャンパスで学生数は41,891人（2012年）と、オハイオ州の中で最大級の規模を誇る。2010年には、タイムズ・ハイアー・エデュケーションの世界のトップ200校のひとつと評価された。

カーネギー教育振興財団分類の76の公立高等研究大学のうちの1つであり、US News＆World Reportによってオハイオ州北東部で最高の国立大学のトップクラスにランクされた唯一の公立大学である。

U.S. News & World Report誌が発表した「米国公立大学」と「米国大学」の部門において、オハイオ州北部の公立大学でトップにランキングされている。

多くの日本の大学と提携しており、毎年数十人の交換留学生を受け入れている。

提携大学: 大阪樟蔭女子大学, 島根大学, 日本大学, 広島文教女子大学, 広島修道大学, 広島女学院大学, 立教大学 等

## キャンパス
ケント市にあるケントキャンパスは、自然の残る1000エーカー以上の広大なキャンパスの中に寮、図書館、ケント州立大学博物館、アイスアリーナ（スケートリンク）などが設備され、周辺には大学専用のケント州立大学フットボールスタジアム、ケント州立大学ゴルフ場やケント州立大学飛行場も完備されている。
ケントキャンパスのほかにオハイオ北東部に７つの地域キャンパスを持ち、ネットワークシステムで8つのキャンパスを結んでいる。1965年にDr.ブラウンが設立したケント州立大学液晶研究所は液晶技術開発で世界的に有名である。

## 歴史

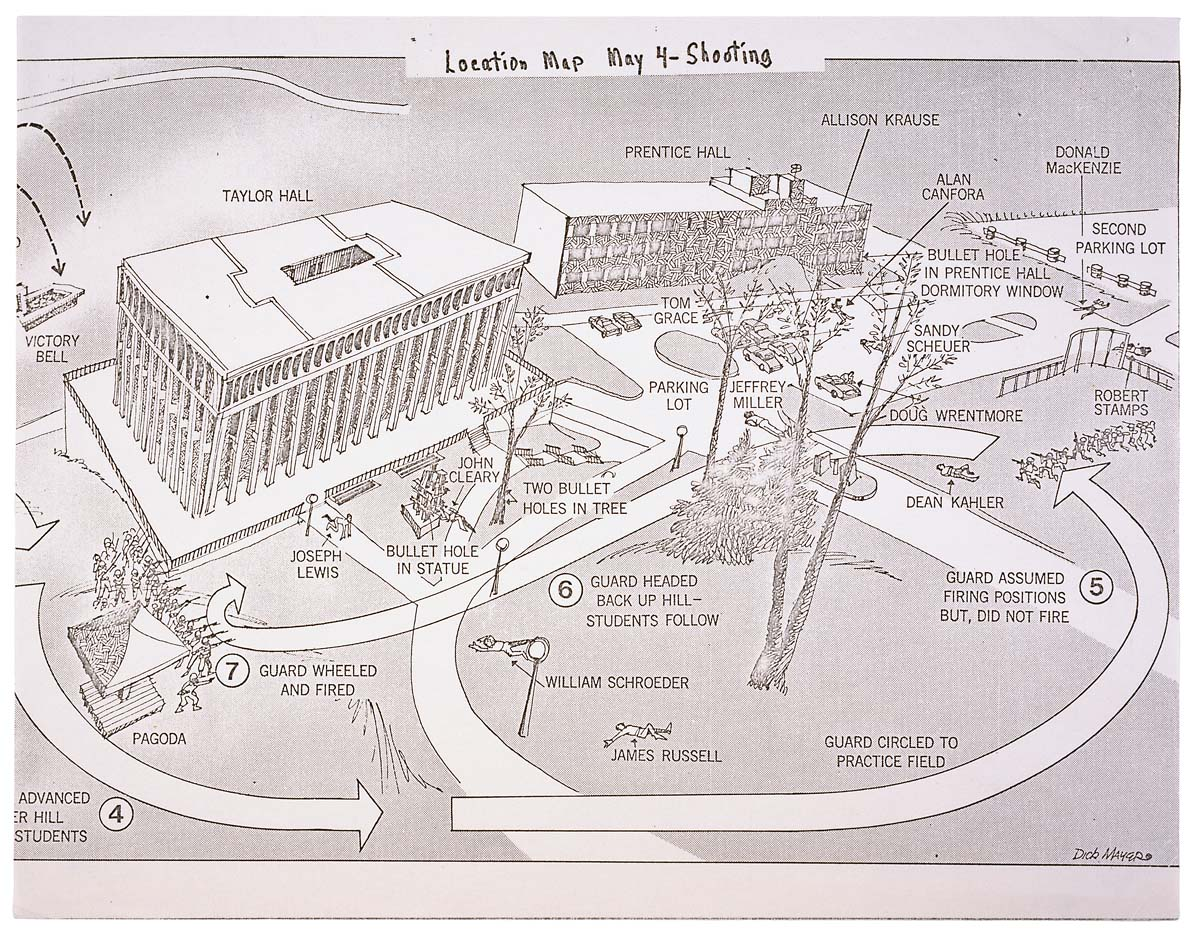
発砲事件の起きた当時の大学構内の地図

ケント州立大学銃撃事件 - 1970年5月4日、ベトナム戦争反対のための集会が大学構内で開催されていたところ、警備のため派遣されていた州兵が参加者に発砲し、4人の死亡者と9人の重軽傷者を出し社会問題となった。

その時の出来事がニール・ヤング作詞作曲、クロスビー、スティルス、ナッシュ&ヤング演奏の『オハイオ』で歌われている。

## 組織
College of Architecture and Environmental Design

College of the Arts

College of Arts and Sciences

College of Business Administration

College of Communication and Information

College and Graduate School of Education, Health and Human Services

College of Nursing

College of Technology

総長はビバリーウォーレン（2014年から）。

## スポーツ
フットボール、バスケットボール、アイスホッケー等が盛んで多くのプロプレーヤーを輩出している。チームカラーはネイビーブルーとゴールド。マスコットキャラクターはGolden Flashes。

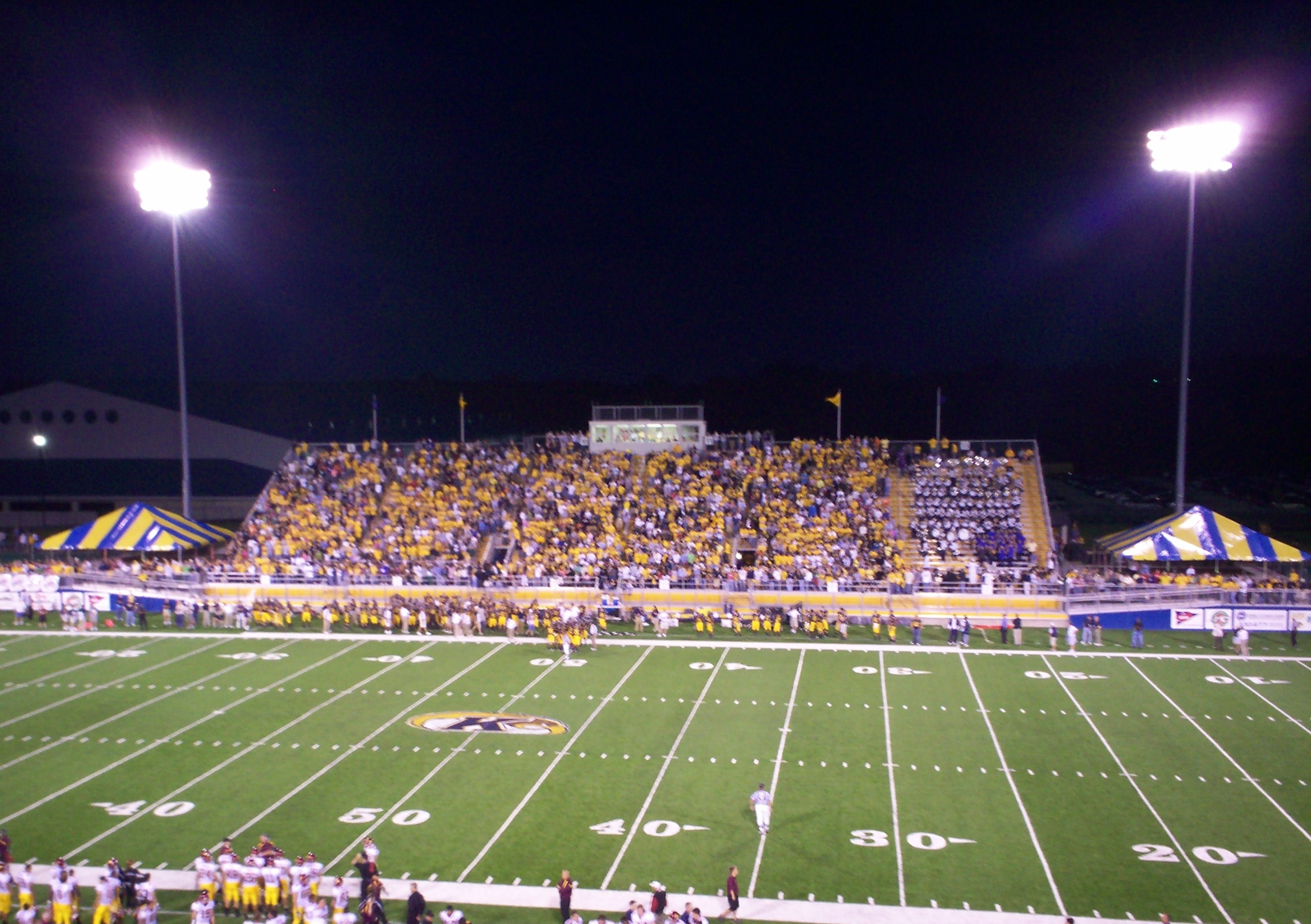
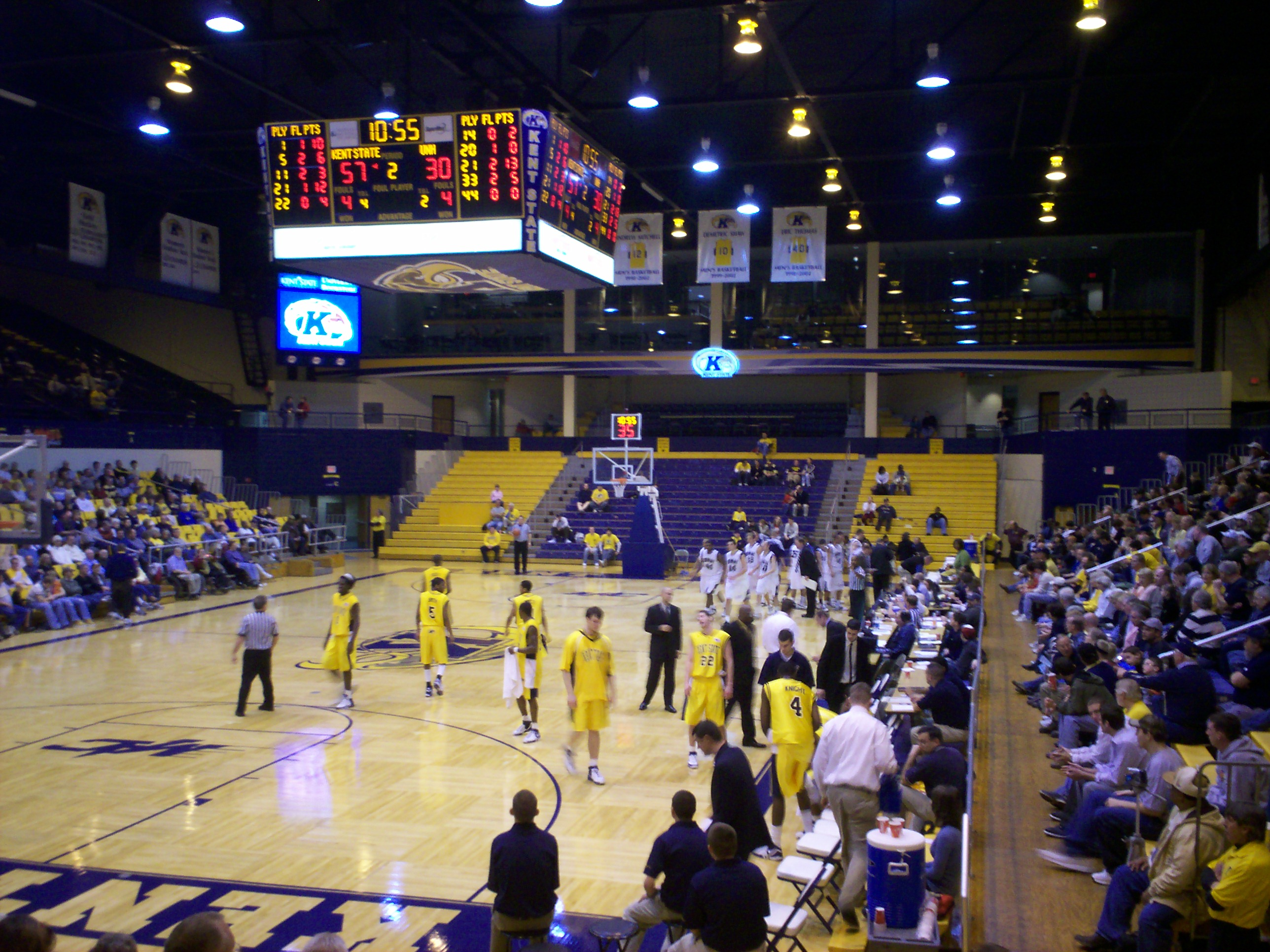
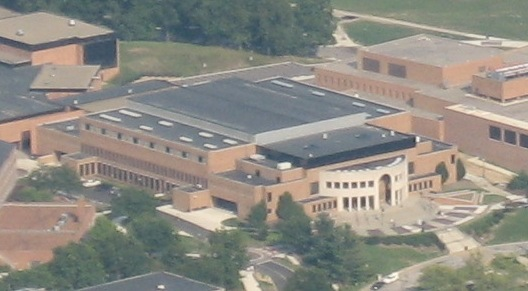

## 著名な出身者
- マイケル・キートン - 俳優（バットマン、バットマン リターンズ主演）
- コニー・シュルツ - コラムニスト（2005年ピューリッツァー賞受賞）
- ベン・カーティス - プロゴルファー（2003年全英オープン優勝）
- ジョー・ウォルシュ - ギタリスト（イーグルス）
- ステファン・ドナルドソン - 作家
- ジュディー・ホルデナー - 数学者
- モーリー・デビッドソン - 数学者（ルービックキューブが20手以内で完成することを証明）
- エマニュエル・バリス - メジャーリーグ選手
- ロバート・ウォルドーフ・ラブレス（ボブ・ラブレス）- ナイフメーカー、職人
- クリス・カーペンター - メジャーリーグ選手。東京ヤクルトスワローズにも在籍
- アンドリュー・チェイフィン - メジャーリーグ選手
- ジョー・クロフォード - 元メジャーリーグ選手。千葉ロッテマリーンズにも在籍
- マット・ガリアー - メジャーリーグ選手
- マイク・グラン - 元メジャーリーグ選手。横浜ベイスターズにも在籍
- ダーク・ヘイハースト - 元メジャーリーグ選手
- ダスティン・ハーマンソン - 元メジャーリーグ選手
- サーマン・マンソン - 元メジャーリーグ選手
- ボブ・ニーマン - 元メジャーリーグ選手
- トラビス・ショウ - メジャーリーグ選手
- アンディ・ソナンスタイン - メジャーリーグ選手
- スティーブ・ストーン - 元メジャーリーグ選手
- ジョン・バンベンショーテン - 元メジャーリーグ選手
- ジュリアン・エデルマン - NFL選手
- ナイジェル・マッギネス - プロレスラー
- ドルフ・ジグラー - プロレスラー
- ジョン・デ・ランシー - 俳優
- クリッシー・ハインド - 歌手（プリテンダーズボーカル）
- ディーヴォ - ロックバンド